# Plasmaluidspreker

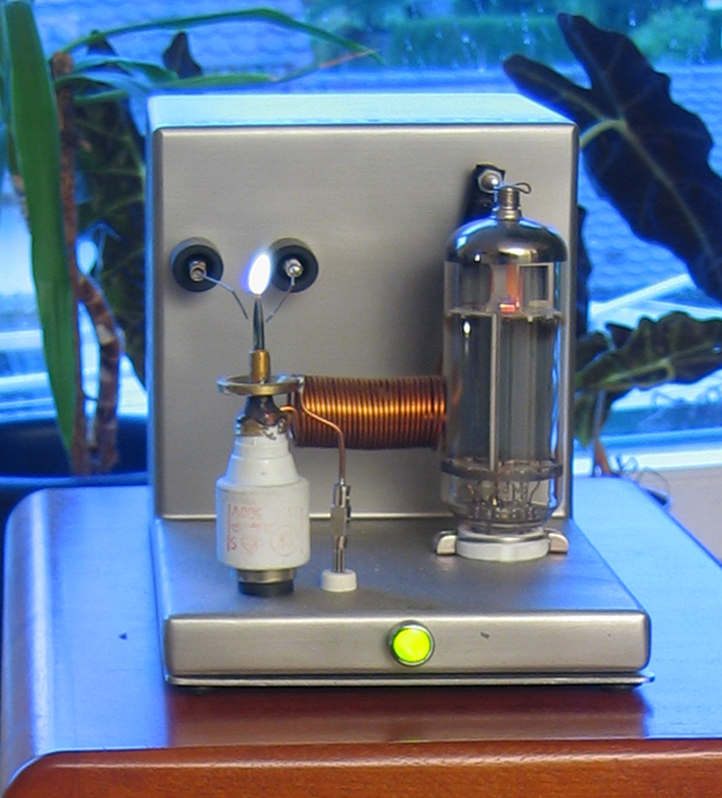
Plasmaluidsprekers

Een plasmaluidspreker of plasma-dynamische luidspreker is een luidspreker die geluid produceert door de luchtdruk te variëren door een coronaontlading of elektrische boog. Het is de opvolger van William Duddell's "zingende boog" van 1900.
Hierbij wordt door een hoogfrequent elektrisch veld van een soort radiozender met hoogspanning het tussenliggende heliumgas geïoniseerd. De vlamboog wordt ook wel elektrische boog of lichtboog genoemd.
Doordat er een plasma gevormd wordt, licht het gas tussen de elektroden op en ontstaat er een luchtdruk. Door die zender te moduleren met het audiosignaal ontstaat er geluid zonder resonanties en vervormingen. Het heliumgas wordt direct in beweging gebracht, zonder dat er eerst iets mechanisch moet gaan trillen. 
Het principe bestaat al sinds 1900, maar het is uiterst lastig gebleken om een aantal praktische hinderpalen op te ruimen:
- Er ontstaat het schadelijke en onaangenaam ruikende ozon. Die ozon moet worden afgeschermd en dat gaat eigenlijk alleen goed met een hermetisch gesloten behuizing, maar daardoor raken een aantal akoestische eigenschappen in het gedrang.
- Het principe leent zich moeilijk voor grote ionisatiegebieden. Dat betekent dat het alleen geschikt is voor tweeters met hoge frequenties.
- De maximaal haalbare geluidssterkte is beperkt. Veel uitvoeringen hebben een hoorn om het geluid te versterken. Het nadeel daarvan is weer dat er meer richtwerking optreedt.